# Ramón Pérez Costales
Ramón Pérez Costales (Oviedo, 31 de agosto de 1832-La Coruña, 18 de enero de 1911) fue un médico y político español.

## Biografía
Nacido en Oviedo en 1832, estudió la carrera de Medicina en Santiago de Compostela, donde la terminó en 1855. Después de empezar a ejercer su profesión en Talavera de la Reina, opositó a una plaza de médico militar, siendo destinado a La Coruña. De fuerte mentalidad progresista dejó pronto el ejército y se involucró en diferentes movimientos contra Isabel II, lo que le obligó a marcharse a Portugal por un tiempo.
En 1868 tras la revolución regresó a La Coruña contribuyendo a extender las ideas republicano-federalistas de su mentor Pi y Margall. Elegido diputado por La Coruña en 1872, el año siguiente propone lo que sería, sin duda, su texto político más importante, la propuesta de Estatuto de Galicia, que no prosperó por la poca duración de la I República. Ese año de 1873 fue designado brevemente ministro de Fomento.
Al terminar la república con la restauración borbónica en España volvió a La Coruña para ejercer la medicina privada, sin renunciar a sus ideas republicanas y galleguistas. A tal fin, promovió la Academia Gallega, de la que fue nombrado académico de honor en 1906, y fue uno de los fundadores de la asociación “Folklore”.